# Someone to Call My Lover
Someone to Call My Lover ist ein Lied der amerikanischen Sängerin Janet Jackson aus ihrem siebten Album All for You. Das Lied wurde von Janet Jackson, Jimmy Jam und Terry Lewis geschrieben und produziert. Am 26. Juni 2001 wurde das Lied in den Vereinigten Staaten als zweite Single des Albums veröffentlicht.

## Hintergrund
Das Lied samplet Americas 1972er Hit Ventura Highway.
In der Zeit als Jackson das Lied aufnahm, hatte sie sich vor kurzem von ihrem langjährigen Ehemann René Elizondo Jr., nach fast 10 Jahren Ehe getrennt. Someone to Call My Lover und einige andere Lied des All for You Album behandeln Jacksons Trennung und Wiedergewöhnung an das Single-Leben als Hauptthemen.
Das So So Def Remix des Liedes war Jacksons erste Zusammenarbeit mit Jermaine Dupri. Die Single wurde in den USA für Janet wieder ein Top-Ten-Hit und erreichte Platz 3. Für das Lied wurde Jackson auch für einen Grammy in der Kategorie „Best Female Pop Vocal Performance“ bei den Grammy Awards 2002 nominiert, aber verlor gegen Nelly Furtados I’m Like a Bird.
Jackson sang das Lied nur auf ihrer All for You Tour. Bis Heute ist Someone to Call My Lover Janet Jacksons letztes Lied, welches die Top Ten der amerikanischen Billboard Hot 100 erreichte.

## Musikvideo
Die Regie zum Musikvideo führte Francis Lawrence. Im Musikvideo fährt Jackson zu einer Bar. Sie geht in die Bar, dort fängt sie an das Lied zu singen und tanzt. Jackson tanzt auch auf einem Kinderautogerät. Ein Musikvideo für den So So Def Remix wurde ebenso veröffentlicht, dieser enthält unter anderem Alternative Szenen mit Dupri.
Das ursprüngliche Musikvideo wurde auch auf einer sehr limitierten Bonus-DVD Edition des Albums All for You veröffentlicht, während das Musikvideo zum So So Def Remix 2004 auf Janets Video-Kompilation From janet. to Damita Jo: The Videos erschien.

## Chartplatzierungen
| ChartsChartplatzierungen       | Höchstplatzierung | Wochen |
| ------------------------------ | ----------------- | ------ |
| Deutschland (GfK)              | 65 (4 Wo.)        | 4      |
| Schweiz (IFPI)                 | 42 (12 Wo.)       | 12     |
| Vereinigte Staaten (Billboard) | 3 (20 Wo.)        | 20     |
| Vereinigtes Königreich (OCC)   | 11 (6 Wo.)        | 6      |

| ChartsJahrescharts (2001)      | Platzierung |
| ------------------------------ | ----------- |
| Vereinigte Staaten (Billboard) | 38          |